# Chalepogenus caeruleus
Chalepogenus caeruleus är en biart som först beskrevs av Heinrich Friese 1906.  Chalepogenus caeruleus ingår i släktet Chalepogenus och familjen långtungebin. Inga underarter finns listade i Catalogue of Life.